# Forcipomyia longicornis
Forcipomyia longicornis är en tvåvingeart som först beskrevs av Tokunaga 1940.  Forcipomyia longicornis ingår i släktet Forcipomyia och familjen svidknott. Inga underarter finns listade i Catalogue of Life.